# Partido Magdalena
Partido Magdalena (hiszp. Partido de Magdalena) – jedno z 135 partido znajdujących się w argentyńskiej prowincji Buenos Aires. Siedzibą administracyjną jest miasto Magdalena. Partido ma powierzchnię 1 785,3 km². Według spisu ludności przeprowadzonego w 2017 r. było zamieszkiwane przez 20 195 osób, a gęstość zaludnienia wynosiła w nim 11,3 os./km². Funkcję intendenta pełni obecnie Gonzalo Martin Peluso.
Partido położone jest nad estuarium La Platy. Sąsiaduje z partido Berisso i La Plata od zachodu, Brandsen i Chascomús od południa oraz od wschodu z Punta Indio.

## Miejscowości
W partido Magdalena znajdują się następujące miejscowości:
- Magdalena
- General Mansilla (Estación Bartolomé Bavio)
- Atalaya
- Vieytes

## Demografia
Zmiana liczby ludności w latach 1947–2010 na podstawie kolejnych spisów ludności.